# 뒤판
뒤판(tegmentum. '덮개'를 의미하는 라틴어에서 유래) 또는 피개는 뇌줄기 내의 영역이다. 뒤판(tegmentum)은 중간뇌의 배쪽 부분이고, 중간뇌 덮개(tectum)는 중간뇌의 등쪽 부분이다. 이는 뇌실계(ventricular system)와 각 수준의 독특한 기저 또는 복부 구조 사이에 위치한다. 뒤판은 중간뇌(메센세팔론)의 바닥을 형성하는 반면, 중간뇌 덮개는 천장을 형성한다. 이는 많은 잠재의식적 항상성 및 반사 경로에 관여하는 뉴런의 다중 시냅스 네트워크이다. 이는 원치 않는 신체 움직임을 방지하기 위해 시상과 기저핵에 억제 신호를 전달하는 운동 센터이다.
피개 영역은 망상 형성의 입쪽(rostral) 끝, 안구 운동을 제어하는 여러 핵, 수도관 주위 회색질, 적핵, 흑색질 및 복부 피개 영역과 같은 다양한 구조를 포함한다.
피개는 여러 뇌신경(CN) 핵의 위치이다. CN III 및 IV의 핵은 중뇌의 피개 부분에 위치한다. CN V~VIII의 핵은 뇌교 수준의 피개에 위치한다. CN IX, X 및 XII의 핵은 수질의 핵에 위치한다.

## 발달
배아에서 피개는 신경관의 앞쪽 절반이다. 그러나 태아(fetus)부터 성인까지의 경우 피개체는 발달이 완료된 후에도 상대적으로 변하지 않은 상태로 유지되는 뇌 부분, 즉 뇌줄기, 특히 중뇌만을 의미한다. 반면에 다른 부분은 접히고 두꺼워지면서 더욱 발전하여 다른 이름을 갖게 된다. 그럼에도 불구하고, 이는 뇌간의 모든 수준을 통해 연속적인 중심 영역으로 간주된다.
추가 부분(add-on)으로서 외부에서 복부 또는 측면으로 성장하는 구조(예: 중뇌 앞쪽에 있는 대뇌섬유다리)는 원시 신경관의 일부가 아닌, 대뇌 피질의 투영으로서 성장하기 때문에 피개 부분으로 간주되지 않는다. 그러나 원시 신경관 내부에 있었고 완전히 발달한 후에도 그 핵심 부분으로 남아 있는 부분(예: 적색 핵)은 피개 부분으로 간주된다.

## 구성 부분
피개는 중간뇌, 다리뇌, 숨뇌에서 뚜렷한 구분을 형성한다.

### 중간뇌 뒤판
중간뇌 뒤판(midbrain tegmentum) 또는 중뇌피개는 중간뇌의 수평 부분에 있는 흑색질에서 대뇌수도관(cerebral aqueduct)까지 이어지는 중뇌의 일부이다. 중뇌피개에 포함된 구조에는 적색핵, 망상형성체, 흑색질이 포함된다. 적색핵은 기본적인 신체 및 사지 움직임을 제어하는 역할을 한다. 망상 형성은 각성과 자의식을 제어하고 흑색질은 자발적인 움직임을 통합한다.

### 다리뇌 뒤판
다리뇌 뒤판(pontine tegmentum) 또는 교뇌피개

### 가쪽뒤판영역
가쪽뒤판영역(lateral tegmental field, LTF) 또는 가쪽뒤판(lateral tegmentum. 보다 구체적으로 미주신경의 등운동핵 및 고립핵)는 뇌의 노르아드레날린 시스템에 있는 여러 신경 경로의 원천이다.

### 기타
뒤판의 다른 관련 영역은 다음과 같다:
- 복부피개부분(VTA)
- 수도관주위 회백질
- 망상 형성
- 적색 핵
- 흑색질

## 같이 보기
- 덮개앞구역 (pretectal area, pretectum)
- 중간뇌#덮개 (tectum)
- 마름섬유체(trapezoid body)
- 눈돌림 신경핵